# Ujiie Hideyuki
Ujiie Hideyuki (氏家 英行 Ujiie Hideyuki, sinh ngày 23 tháng 2 năm 1979) là một cựu cầu thủ bóng đá người Nhật Bản.
Ujiie thi đấu cho Nhật Bản tại Giải vô địch bóng đá trẻ thế giới 1999 ở Nigeria.

## Thống kê câu lạc bộ
| Thành tích câu lạc bộ | Thành tích câu lạc bộ | Thành tích câu lạc bộ | Giải vô địch | Giải vô địch | Cúp                   | Cúp                   | Cúp Liên đoàn | Cúp Liên đoàn | Tổng cộng | Tổng cộng |
| Mùa giải              | Câu lạc bộ            | Giải vô địch          | Số trận      | Bàn thắng    | Số trận               | Bàn thắng             | Số trận       | Bàn thắng     | Số trận   | Bàn thắng |
| Nhật Bản              | Nhật Bản              | Nhật Bản              | Giải vô địch | Giải vô địch | Cúp Hoàng đế Nhật Bản | Cúp Hoàng đế Nhật Bản | J.League Cup  | J.League Cup  | Tổng cộng | Tổng cộng |
| --------------------- | --------------------- | --------------------- | ------------ | ------------ | --------------------- | --------------------- | ------------- | ------------- | --------- | --------- |
| 1998                  | Yokohama Flügels      | J1 League             | 9            | 1            | 0                     | 0                     | 1             | 0             | 10        | 1         |
| 1999                  | Omiya Ardija          | J2 League             | 28           | 0            | 3                     | 1                     | 0             | 0             | 31        | 1         |
| 2000                  | Omiya Ardija          | J2 League             | 32           | 0            | 2                     | 0                     | 2             | 0             | 36        | 0         |
| 2001                  | Omiya Ardija          | J2 League             | 37           | 0            | 1                     | 0                     | 2             | 0             | 40        | 0         |
| 2002                  | Omiya Ardija          | J2 League             | 31           | 0            | 2                     | 0                     | -             | -             | 33        | 0         |
| 2003                  | Omiya Ardija          | J2 League             | 18           | 0            | 3                     | 0                     | -             | -             | 21        | 0         |
| 2004                  | Omiya Ardija          | J2 League             | 17           | 0            | 1                     | 0                     | -             | -             | 18        | 0         |
| 2005                  | Thespa Kusatsu        | J2 League             | 26           | 0            | 1                     | 0                     | -             | -             | 27        | 0         |
| 2006                  | Tonan SC Gunma        | Prefectural Leagues   | 18           | 12           | -                     | -                     | -             | -             | 18        | 12        |
| 2007                  | Tonan SC Gunma        | Prefectural Leagues   |              |              | 1                     | 0                     | -             | -             | 1         | 0         |
| 2008                  | Tonan Maebashi        | Prefectural Leagues   |              |              | -                     | -                     | -             | -             |           |           |
| 2009                  | Tonan Maebashi        | Regional Leagues      | 14           | 4            | -                     | -                     | -             | -             | 14        | 4         |
| 2010                  | Tonan Maebashi        | Regional Leagues      |              |              |                       |                       |               |               |           |           |
| Quốc gia              | Nhật Bản              | Nhật Bản              | 230          | 17           | 14                    | 1                     | 5             | 0             | 249       | 18        |
| Tổng                  | Tổng                  | Tổng                  | 230          | 17           | 14                    | 1                     | 5             | 0             | 249       | 18        |

## Danh hiệu và giải thưởng
- Giải vô địch bóng đá trẻ thế giới Á quân - 1999